# Diözesen der römisch-katholischen Kirche in Deutschland
Die römisch-katholische Kirche in Deutschland gliedert sich in 27 (Erz-)Bistümer der lateinischen Kirche, die in sieben Kirchenprovinzen zusammengefasst sind. Zudem gibt es als immediate Jurisdiktionsbereiche ein Militärordinariat für die Angehörigen der Bundeswehr sowie ein Apostolisches Exarchat der ukrainischen griechisch-katholischen Kirche. Die heutige Struktur geht auf die Neuordnung im Zuge der Deutschen Wiedervereinigung zurück.
Die Bistümer und Erzbistümer sind im Verband der Diözesen Deutschlands zusammengeschlossen, alle Bischöfe gehören der Deutschen Bischofskonferenz an.

## Geschichte

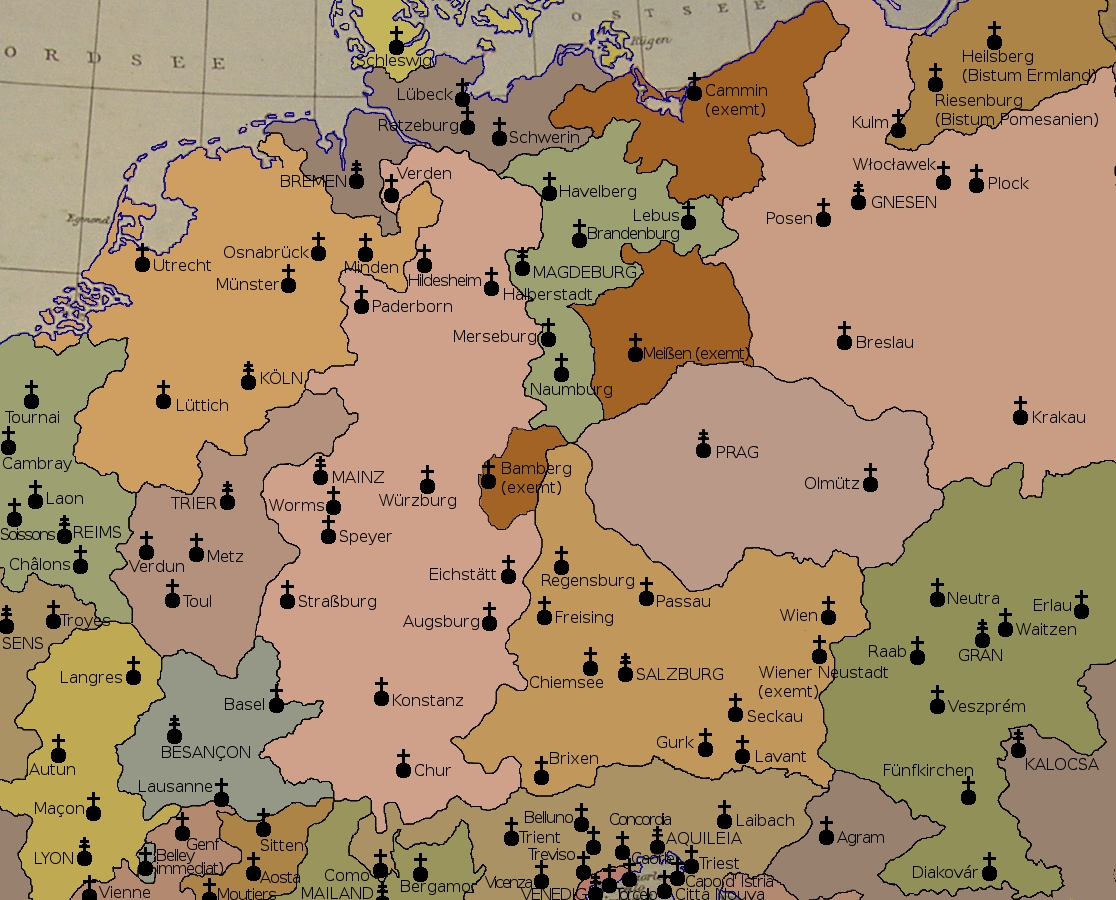
Kirchenprovinzen in Mitteleuropa 1500

Die meisten Erzdiözesen stammen aus historischer Zeit, d. h., es handelt sich um alte, meist große Bistümer mit auch territorialer Herrschaftsbefugnis (z. B. Köln, Paderborn und Freising). Einige Bistümer waren zu früheren Zeiten Erzbistümer (z. B. Mainz und Trier).

### Neuumschreibung nach dem Wiener Kongress
Eine größere Neuumschreibung der Diözesen erfolgte nach dem Wiener Kongress. Eine Neuordnung der katholischen Diözesen für die überwiegend protestantischen Gebiete im Nordosten erfolgte im Jahr 1929 mit dem Preußenkonkordat. 1945 ging mit den Ostgebieten das Erzbistum Breslau (abgesehen von der Zweigstelle Görlitz) an Polen über. Bis 1990 gab es in Deutschland fünf Erzdiözesen und damit fünf Kirchenprovinzen (Bamberg, Freiburg, Köln, München und Paderborn).

### Neuordnung im Jahr 1994
Nach der Deutschen Wiedervereinigung wurde die Kirchenlandschaft in Deutschland neu geordnet. In der Folge entstand unter anderem das Erzbistum Berlin. Dazu schloss der Heilige Stuhl im Jahr 1994 mit den betreffenden neuen Ländern Verträge zur Gründung des Bistums Magdeburg, des Bistums Görlitz und des Bistums Erfurt ab. Im selben Jahr wurde das Erzbistum Hamburg neu gegründet.
Am 27. Juni 1994 wurde das Bistum Berlin durch die apostolische Konstitution Certiori christifidelium zum Erzbistum erhoben. Die zum gleichen Zeitpunkt neu entstandene Kirchenprovinz Berlin umfasst die Suffraganbistümer Dresden-Meißen (zuvor exemt) und Görlitz (neu zur Diözese erhoben). Am 27. Juni 1994 wurde mit der Apostolischen Konstitution Solet usque die Apostolische Administratur Görlitz zum eigenständigen Bistum erhoben, das dem Erzbistum Berlin als Suffraganbistum zugeordnet wurde. Am 27. Juni 1994 wurde das Bischöfliche Amt Erfurt-Meiningen am 8. Juli 1994 mit der Apostolischen Konstitution Quo aptius zum Bistum erhoben und der Kirchenprovinz Paderborn zugeordnet. Das Bistum Magdeburg wurde mit der Apostolischen Konstitution Cum gaudio vom 27. Juni 1994 mit Wirkung zum 8. Juli desselben Jahres vom Erzbistum Paderborn abgetrennt und zu einem eigenständigen Bistum erhoben. Zudem wurde es als Suffragandiözese der Kirchenprovinz Paderborn zugeordnet. Das Erzbistum Hamburg wurde mit der Apostolischen Konstitution Omnium Christifidelium vom 24. Oktober 1994 mit Wirkung zum 7. Januar 1995 hauptsächlich aus Teilen des Bistums Osnabrück (mit dem gesamten Bischöflichen Amt Schwerin) sowie kleineren Gebieten des Bistums Hildesheim neu errichtet.

## Bistümer in Deutschland

### Statistik
In der Tabelle sind die insgesamt 27 Bistümer (7 Erzbistümer und 20 Bistümer) aufgelistet. Das Erzbistum (in Fettdruck) bildet zusammen mit seinen Suffraganbistümern die jeweilige Kirchenprovinz, der Erzbischof (in Fettdruck) ist der Metropolit der zugehörigen Kirchenprovinz.
In der letzten Spalte bedeuten die Hintergrundfarben: <10 % über 10 %, aber unter Bundesschnitt (24,8 %) 24,8 %–50 % >50 % Katholikenanteil.

| Kirchenprovinz       | Bistum               | Bistumspatrone                                                            | Diözesanbischof              | Bundes- länder | Gebiete [+/- Exklaven] | Fläche (2022) [ km² ] | Einwohner (2022) [ 1000 ] | Katholiken (2022) [ 1000 ] | Anteil (2022) [ % ] |
| -------------------- | -------------------- | ------------------------------------------------------------------------- | ---------------------------- | -------------- | ---------------------- | --------------------- | ------------------------- | -------------------------- | ------------------- |
| Bamberg              | Bamberg              | Heinrich II. Kunigunde von Luxemburg Otto von Bamberg                     | Herwig Gössl                 | BY             | 1                      | 10.122                | 2.117                     | 607                        | 29                  |
| Bamberg              | Eichstätt            | Walburga Willibald von Eichstätt                                          | vakant                       | BY             | 1                      | 6.025                 | 1.000                     | 360                        | 36                  |
| Bamberg              | Speyer               | Mariä Aufnahme in den Himmel                                              | Karl-Heinz Wiesemann         | RP, SL         | 1                      | 6.210                 | 1.572                     | 466                        | 30                  |
| Bamberg              | Würzburg             | Kilian Kolonat Totnan                                                     | Franz Jung                   | BY             | 1-1                    | 8.532                 | 1.335                     | 666                        | 50                  |
| Berlin               | Berlin               | Petrus Otto von Bamberg                                                   | Heiner Koch                  | BE, BB, MV, ST | 1                      | 28.962                | 6.098                     | 373                        | 6                   |
| Berlin               | Dresden-Meißen       | Benno von Meißen                                                          | Heinrich Timmerevers         | SN, TH         | 1                      | 17.379                | 4.054                     | 134                        | 3                   |
| Berlin               | Görlitz              | Hedwig von Andechs                                                        | Wolfgang Ipolt               | BB, SN         | 1                      | 9.284                 | 672                       | 29                         | 4                   |
| Freiburg             | Freiburg             | Jungfrau Maria Konrad von Konstanz                                        | Stephan Burger               | BW             | 1                      | 16.229                | 4.848                     | 1.652                      | 34                  |
| Freiburg             | Mainz                | Martin von Tours                                                          | Peter Kohlgraf               | RP, HE, BW     | 2+1                    | 7.692                 | 3.021                     | 642                        | 21                  |
| Freiburg             | Rottenburg-Stuttgart | Martin von Tours                                                          | Klaus Krämer                 | BW             | 1-1                    | 19.500                | 6.262                     | 1.662                      | 26                  |
| Hamburg              | Hamburg              | Ansgar von Bremen                                                         | Stefan Heße                  | SH, HH, MV     | 1                      | 32.520                | 5.929                     | 364                        | 6                   |
| Hamburg              | Hildesheim           | Godehard von Hildesheim                                                   | Heiner Wilmer SCJ            | NI, HB         | 1                      | 29.021                | 5.383                     | 538                        | 10                  |
| Hamburg              | Osnabrück            | Josef von Nazaret Crispinus und Crispinianus                              | Dominicus Meier OSB          | NI, HB         | 1                      | 12.580                | 2.217                     | 520                        | 23                  |
| Köln                 | Köln                 | Maria Josef von Nazaret                                                   | Rainer Maria Kardinal Woelki | NW, RP         | 1-1                    | 6.181                 | 5.522                     | 1.738                      | 32                  |
| Köln                 | Aachen               | Maria                                                                     | Helmut Dieser                | NW             | 1                      | 4.020                 | 2.034                     | 935                        | 46                  |
| Köln                 | Essen                | Maria                                                                     | Franz-Josef Overbeck         | NW             | 1                      | 1.890                 | 2.547                     | 679                        | 27                  |
| Köln                 | Limburg              | Georg                                                                     | Georg Bätzing                | HE, RP         | 1                      | 6.184                 | 2.513                     | 539                        | 21                  |
| Köln                 | Münster              | Paulus von Tarsus                                                         | vakant                       | NW, NI         | 2                      | 15.268                | 4.354                     | 1.713                      | 39                  |
| Köln                 | Trier                | Matthias                                                                  | Stephan Ackermann            | RP, SL         | 1+1                    | 12.870                | 2.475                     | 1.212                      | 49                  |
| München und Freising | München und Freising | Korbinian                                                                 | Reinhard Kardinal Marx       | BY             | 1+1                    | 12.082                | 3.855                     | 1.499                      | 39                  |
| München und Freising | Augsburg             | Ulrich von Augsburg Afra von Augsburg Simbert                             | Bertram Meier                | BY             | 1-1                    | 13.520                | 2.475                     | 1.183                      | 48                  |
| München und Freising | Regensburg           | Wolfgang von Regensburg Emmeram von Regensburg Erhard von Regensburg      | Rudolf Voderholzer           | BY             | 1                      | 14.665                | 1.781                     | 1.072                      | 60                  |
| München und Freising | Passau               | Valentin von Rätien Maximilian vom Pongau Konrad von Parzham              | Stefan Oster SDB             | BY             | 1                      | 5.442                 | 634                       | 432                        | 68                  |
| Paderborn            | Paderborn            | Liborius Kilian                                                           | Udo Markus Bentz             | NW, HE, NI     | 1                      | 14.750                | 4.820                     | 1.365                      | 28                  |
| Paderborn            | Fulda                | Bonifatius Elisabeth von Thüringen                                        | Michael Gerber               | HE, TH, BY     | 1+1                    | 10.318                | 1.731                     | 348                        | 20                  |
| Paderborn            | Erfurt               | Elisabeth von Thüringen Bonifatius Kilian                                 | Ulrich Neymeyr               | TH             | 1                      | 13.100                | 1.718                     | 137                        | 8                   |
| Paderborn            | Magdeburg            | Norbert von Xanten Katharina von Alexandrien Mauritius Gertrud von Helfta | Gerhard Feige                | ST, BB, SN     | 1                      | 24.141                | 2.415                     | 74                         | 3                   |
|                      | Deutschland gesamt   |                                                                           |                              |                | 29+5                   | 357.592               | 84.4                      | 20.938                     | 25                  |

Die flächenmäßig größte Diözese ist das Erzbistum Hamburg mit 32.520 km², die kleinste ist das Bistum Essen mit 1890 km². Die meisten Katholiken leben im Erzbistum Köln mit 1,74 Mio., die wenigsten im Bistum Görlitz mit 29.466. Den höchsten Katholikenanteil hat das Bistum Passau mit 68,1 %, den niedrigsten das Bistum Magdeburg mit 3,1 %. Die älteste Diözese ist das Bistum Trier aus dem Jahr 270, die jüngste ist das 1995 gegründete Erzbistum Hamburg.

### Immobilien
Die Bistümer besitzen in den Pfarrgemeinden einen hohen Bestand an Kirchen und Pfarrheimen. Die Gottesdienstbesuche gehen zurück, oft sind  Pfarrheime nicht ausgelastet und die Kirchenaustritte nehmen zu. Der Unterhalt der Gebäude belastet unverändert die Kirchenkassen. Daher streben die Bistümer den Abbau des Immobilienbestandes in den Pfarreien an. Für die oft großen Grundstücke werden Investoren gesucht.

### Vermögen
Übersicht über das Vermögen (Bilanzsumme) derjenigen deutschen Bistümer, die ihr Vermögen offenlegten:
| Bistum                                | Vermögen (in Mio. Euro) |
| ------------------------------------- | ----------------------- |
| Erzbistum Paderborn (2022)            | 4.902                   |
| Erzbistum Köln (2023)                 | 4.322                   |
| Erzbistum München und Freising (2023) | 3.918                   |
| Erzbistum Freiburg (2022)             | 1.720                   |
| Bistum Mainz (2023)                   | 1.509                   |
| Bistum Rottenburg-Stuttgart (2023)    | 1.495                   |
| Bistum Limburg (2023)                 | 1.357                   |
| Bistum Trier (2022)                   | 1.075                   |
| Bistum Aachen (2022)                  | 1.053                   |
| Erzbistum Berlin (2022)               | 1.023                   |
| Erzbistum Hamburg (2022)              | 896                     |
| Erzbistum Bamberg (2022)              | 861                     |
| Bistum Augsburg (2022)                | 803                     |
| Bistum Fulda (2022)                   | 759                     |
| Bistum Eichstätt (2023)               | 603                     |
| Bistum Passau (2022)                  | 453                     |
| Bistum Osnabrück (2022)               | 347                     |
| Bistum Würzburg (2023)                | 313                     |
| Bistum Speyer (2021)                  | 212                     |

Traditionell führten die deutschen Bistümer ihr Vermögen im kameralistischen Rechnungswesen, das der systematischen Erfassung von Einnahmen und Ausgaben im Haushalt diente. Als erstes deutsches Bistum führte das Bistum Limburg stattdessen die doppelte Buchführung (Doppik) ein und erstellt seit dem 1. Januar 2003 grundsätzlich an handelsrechtlichen Bestimmungen orientierte Jahresabschlüsse. Danach veränderten weitere Bistümer ihre Rechnungslegung entsprechend.